# Les Monthairons
Les Monthairons ist eine französische Gemeinde mit 326 Einwohnern (Stand: 1. Januar 2022) im Département Meuse in der Region Grand Est (vor 2016 Lothringen). Sie gehört zum Arrondissement Verdun und zum Kanton Dieue-sur-Meuse. Die Einwohner werden Monthaironnais genannt.

## Geografie
Les Monthairons liegt etwa zwölf Kilometer südlich des Stadtzentrums von Verdun an der Maas (frz. Meuse). Umgeben wird Les Monthairons von den Nachbargemeinden Ancemont im Norden, Dieue-sur-Meuse im Nordosten, Génicourt-sur-Meuse im Osten, Villers-sur-Meuse im Süden, Récourt-le-Creux im Süden und Südwesten sowie Souilly im Südwesten und Westen.

## Bevölkerungsentwicklung
| Jahr                       | 1962 | 1968 | 1975 | 1982 | 1990 | 1999 | 2006 | 2019 |
| Einwohner                  | 447  | 433  | 360  | 408  | 367  | 388  | 361  | 350  |
| Quellen: Cassini und INSEE |      |      |      |      |      |      |      |      |

## Sehenswürdigkeiten
- Kirche Saint-Pierre-et-Saint-Paul aus dem Jahr 1827
- Schloss Les Monthairons mit Kapelle aus dem 18. Jahrhundert

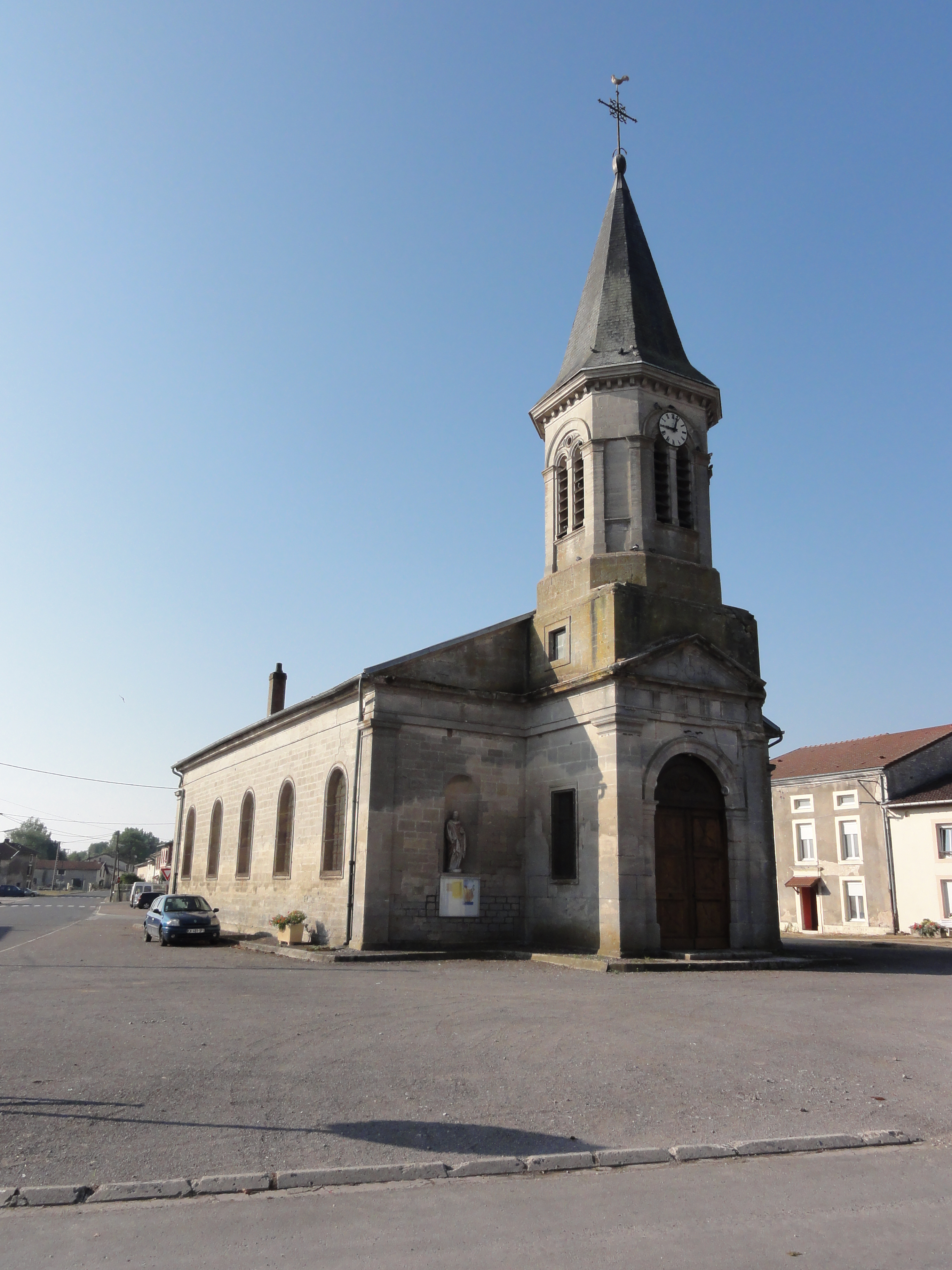
Kirche Saint-Pierre-et-Saint-Paul
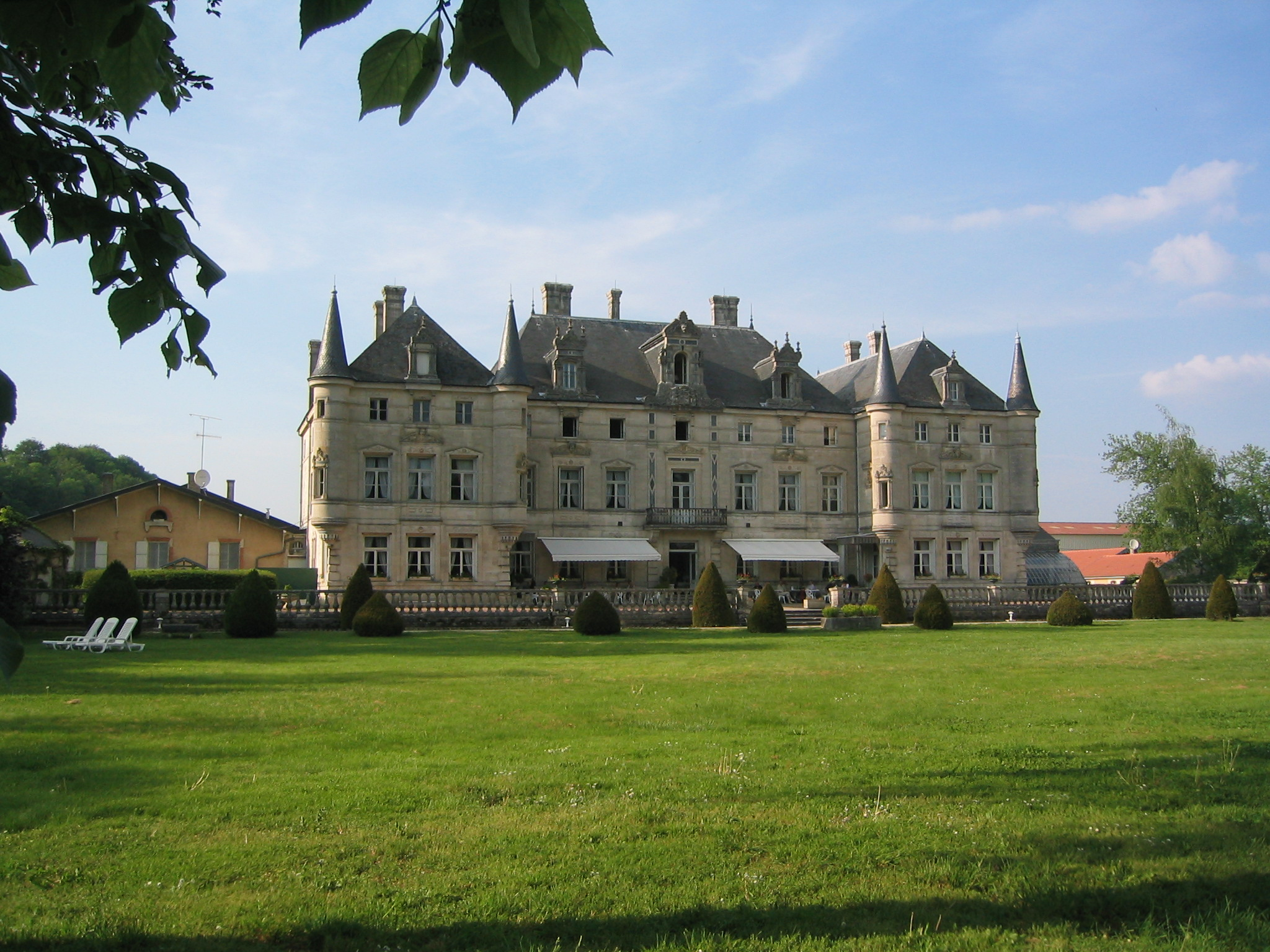
Schloss Les Monthairons
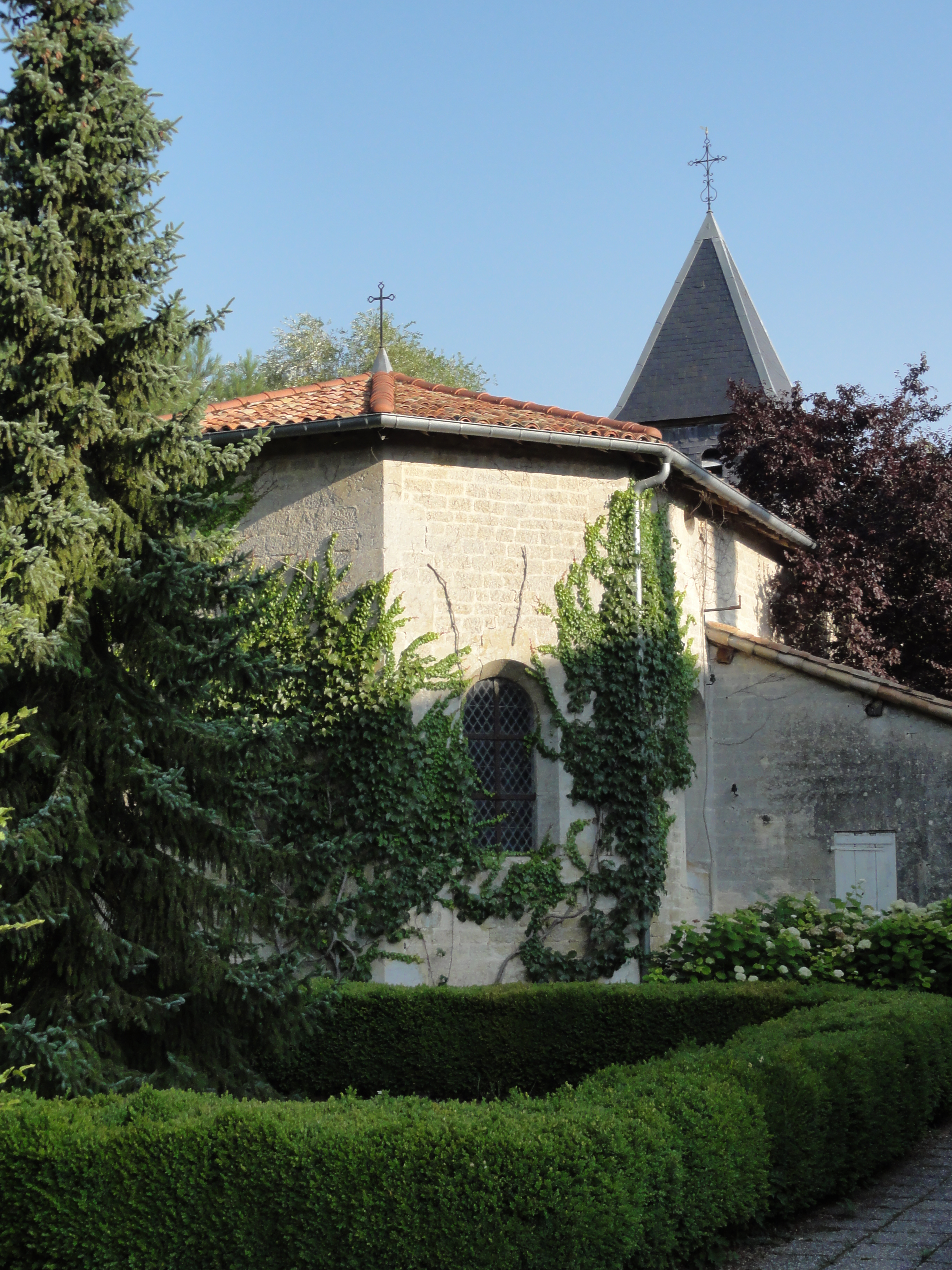
Schlosskapelle